# Humber—Saint-Georges—Sainte-Barbe
Pour les articles homonymes, voir Humber (homonymie), Saint-Georges et Sainte-Barbe.

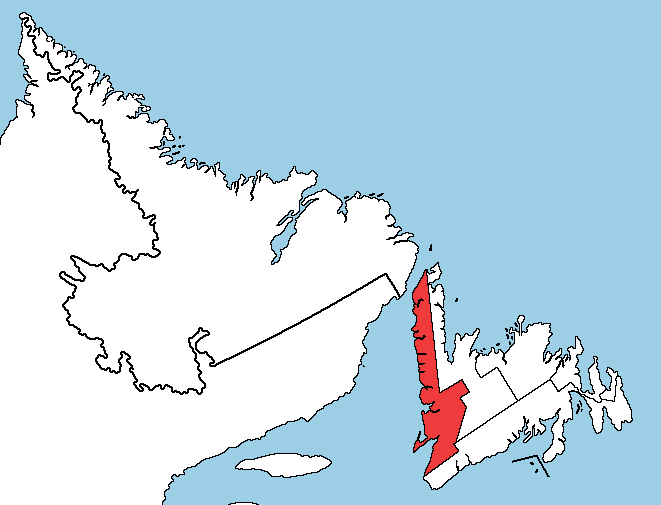
Carte de Humber—Saint-Georges—Sainte-Barbe en 1966

Humber—Saint-Georges—Sainte-Barbe fut une circonscription électorale fédérale de Terre-Neuve, représentée de 1968 à 1979.
La circonscription d'Humber—Saint-Georges—Sainte-Barbe a été créée en 1966 avec des parties de Grand Falls—White Bay—Labrador et d'Humber—St. George's. Abolie en 1976, elle fut redistribuée parmi Burin—Saint-Georges et d'Humber—Sainte-Barbe.

## Géographie
En 1966, la circonscription d'Humber—Saint-Georges—Sainte-Barbe comprenait:
- Les districts provinciaux de Port au Port, Humber East, Humber West, St. Barbe South et St. Barbe North
- Une partie du district provincial de St. George's, non incluse dans la circonscription fédérale de Burin—Burgeo

## Députés
1. 1968-1978 — Jack Marshall, PC
2. 1978-1979 — Fonse Faour, NPD

- NPD = Nouveau Parti démocratique
- PC = Parti progressiste-conservateur